# Эзлен, Эжен-Антуан
Эжен-Антуан Эзлен (фр. Eugène-Antoine Aizelin; 8 июля 1821[…], бывший 11-й округ Парижа — 4 марта 1902, V округ Парижа) — французский живописец и скульптор академического направления периода Второй Империи, Рисовальщик, гравёр и художник-медальер.

## Биография
Эжен Эзлен родился в Париже в семье рисовальщика Клода-Жака Эзлена и Мари-Луизы-Эжени Делан. 3 апреля 1844 года он поступил в Школу изящных искусств, где учился у скульпторов Жюля Раме и Огюста Дюмона.

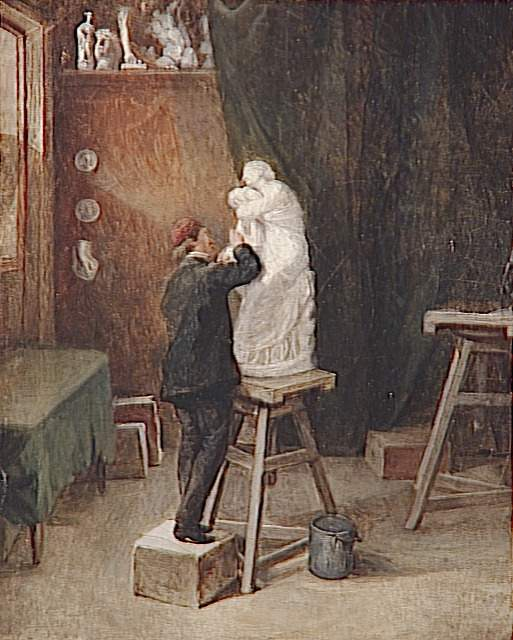
Софи Эзлен-Берже. Скульптор Эжен-Антуан Эзлен в своей мастерской

Эзлен участвовал в Парижском салоне 1852 года, где представил гипсовую модель скульптуры «Сафо», которую в следующем году отлил в бронзе. Он постоянно показывал свои произведения и в последующих выставках вплоть до 1897 года, а также во Всемирных выставках 1878, 1889 и 1900 годов. Он получил несколько наград: третью медаль салона 1859 года за гипсовую «Ниссию в купальне», затем вторую медаль в 1861 году за ту же тему в бронзе и вторую медаль на Всемирной выставке 1878 года. Гипсовая модель группы «Миньон» экспонировалась в Парижском салоне 1880 года, мраморная — в следующем году, а бронзовая — на Всемирной выставке 1889 года, где была отмечена золотой медалью.
Наиболее известные из его женских статуй: бронзовая «Сафо» (1852), «Психея со светильником» (1863; хранится в люксембургском музее в Париже), «Геба» (1865), «Молящаяся девушка» (1867), «Побеждённая амазонка» (1875) и каменные «Пляска» (1861 в парижском театре Шатле), «Идиллия» (1874; на фасаде здания Оперы Гарнье).
Из фигур святых, созданных Эзленом известны статуи Григория Нисского и Кирилла в парижской церкви Святой Троицы, святых Януария и Гонория в церкви Святого Роха.
Его скульптуры отливал в бронзе знаменитый литейщик Фердинанд Барбедьенн в нескольких размерах с использованием механического редуктора Ахилла Коласа.
В 1867 году скульптор был посвящён в Рыцари ордена Почётного легиона, а в 1892 году стал офицером ордена.
7 апреля 1850 года он женился на художнице Софи Эзлен (1817—1882), урождённой Софи Берже, ученице Девосжа и Софи Рюд.

## Галерея

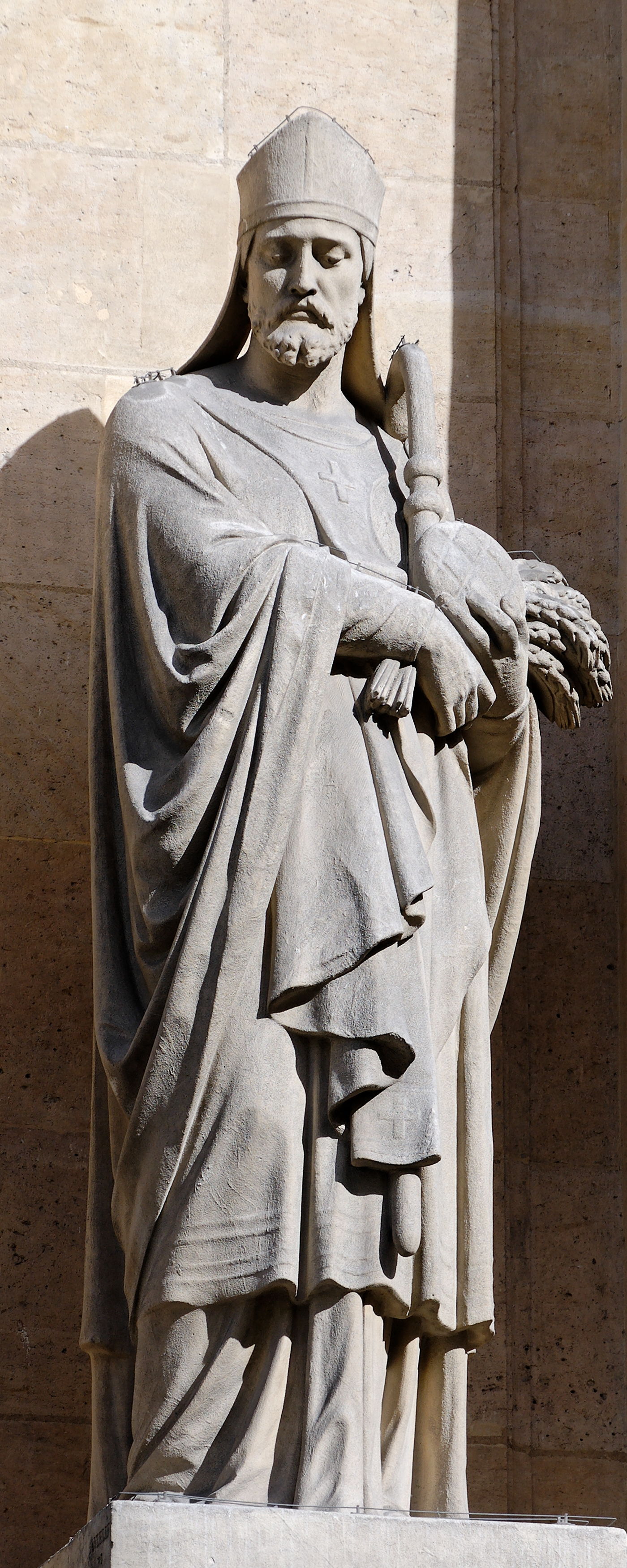
Святой Оноре (1873), Париж, Церковь Святого Роха (Париж)
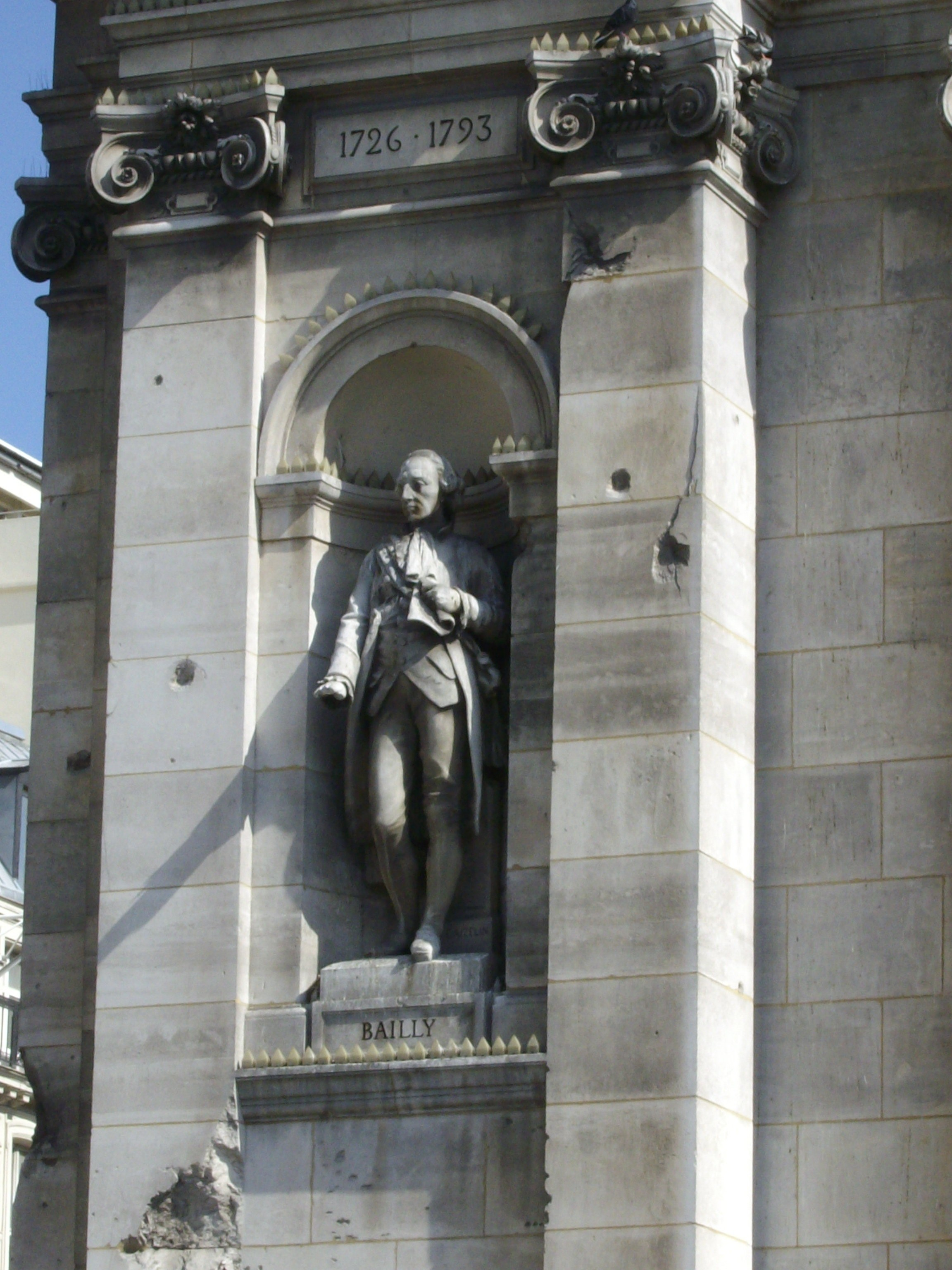
Жан Сильвен Байи (1882), Отель-де-Виль (Париж)
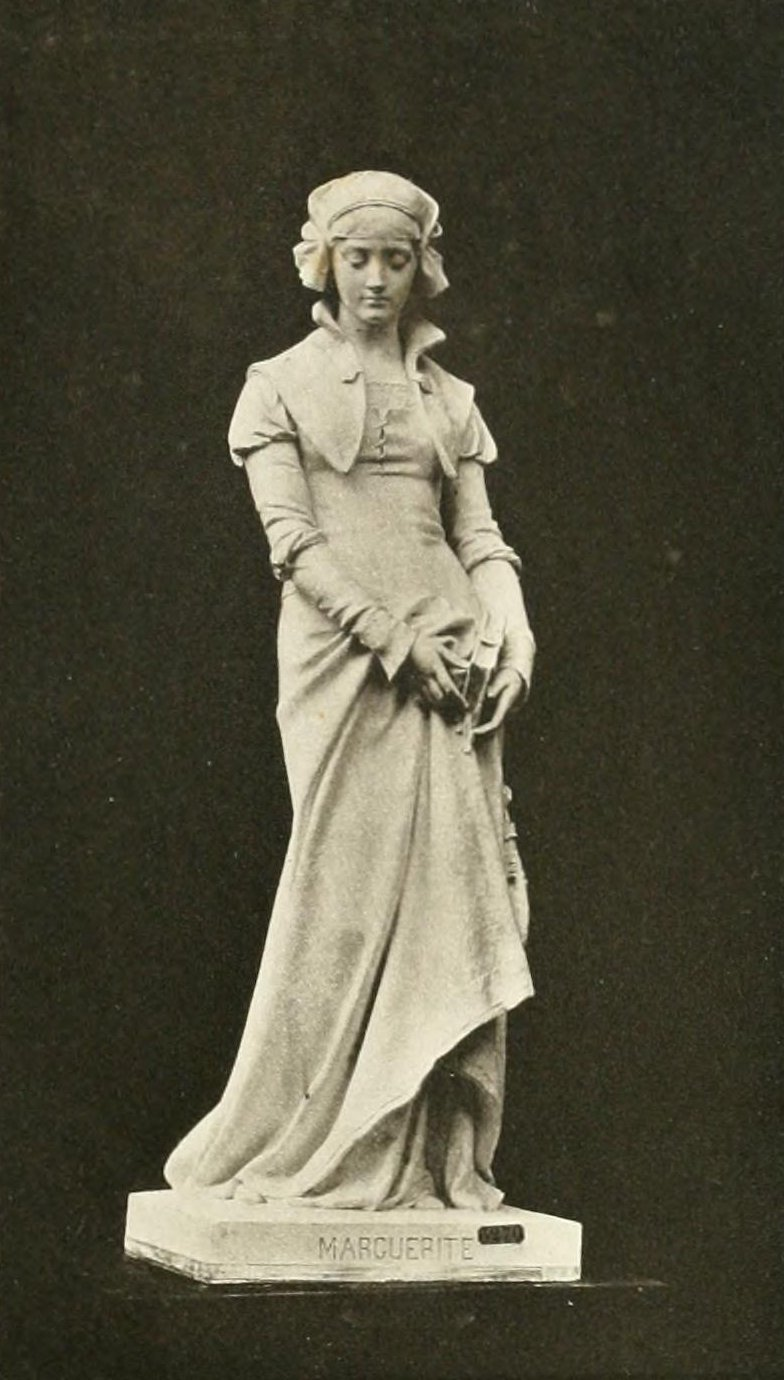
Маргарита (Салон, 1883)
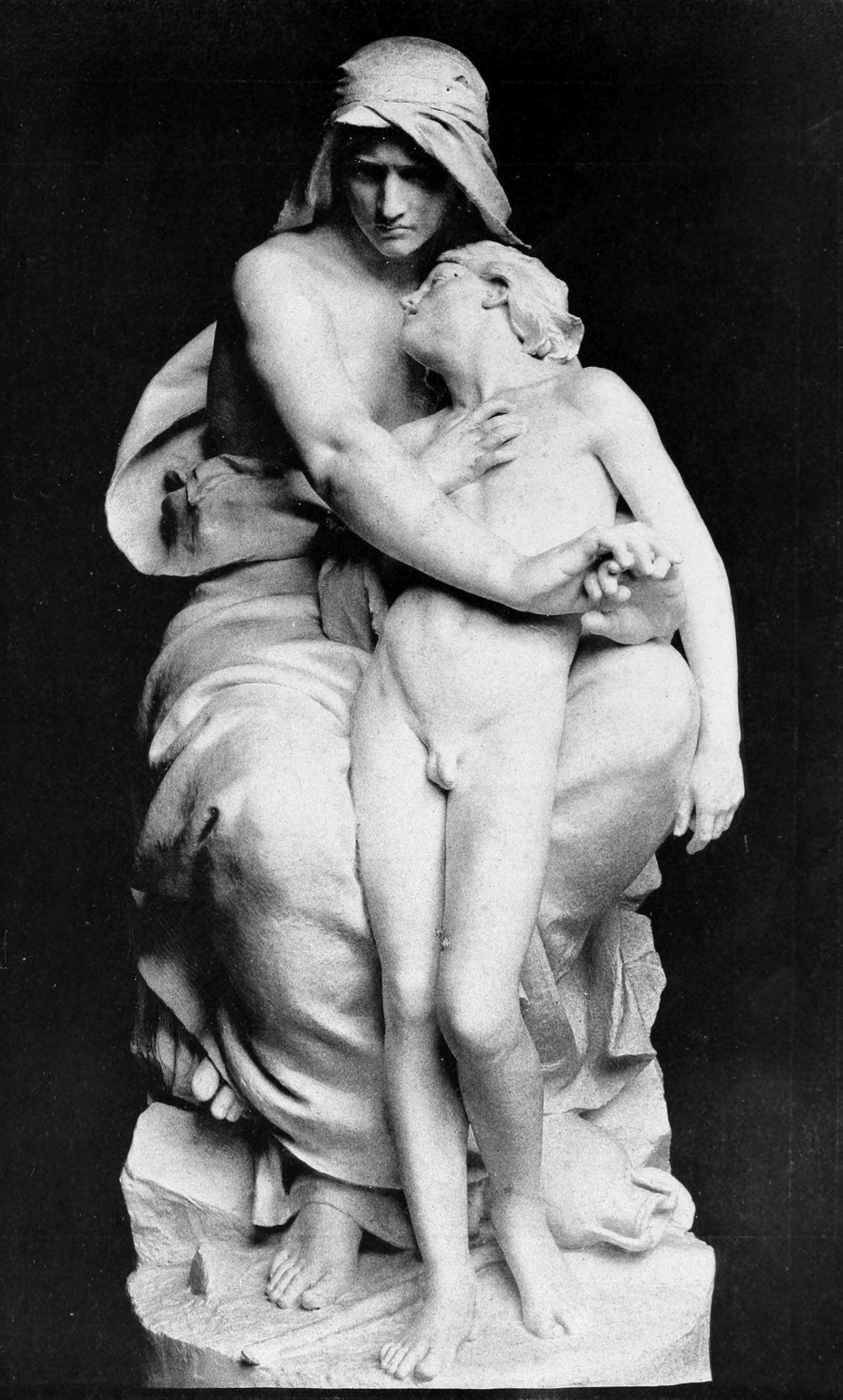
Агарь и Измаил (1889), Париж, Музей Орсе
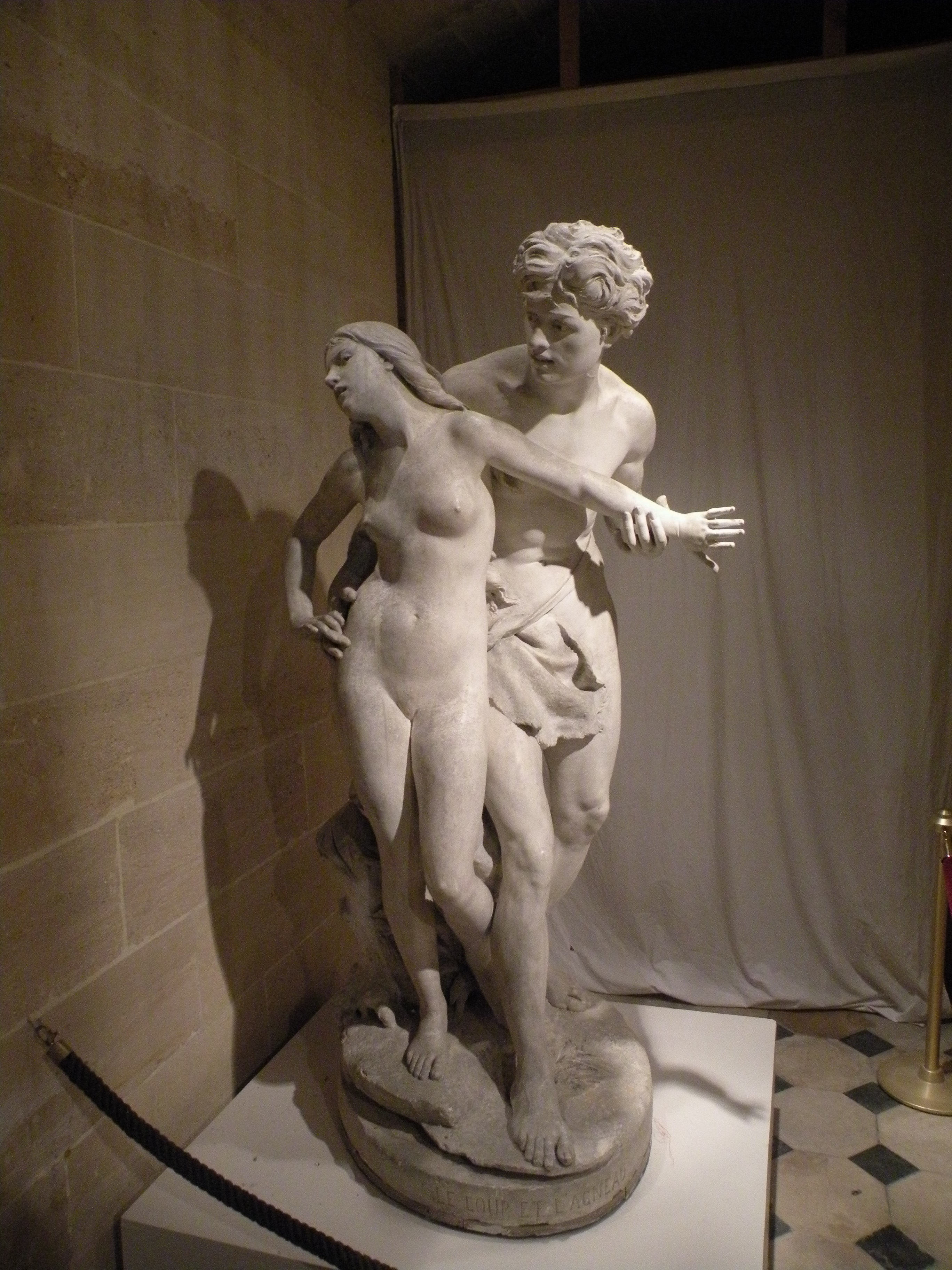
Скульптурная группа (1892), Бове
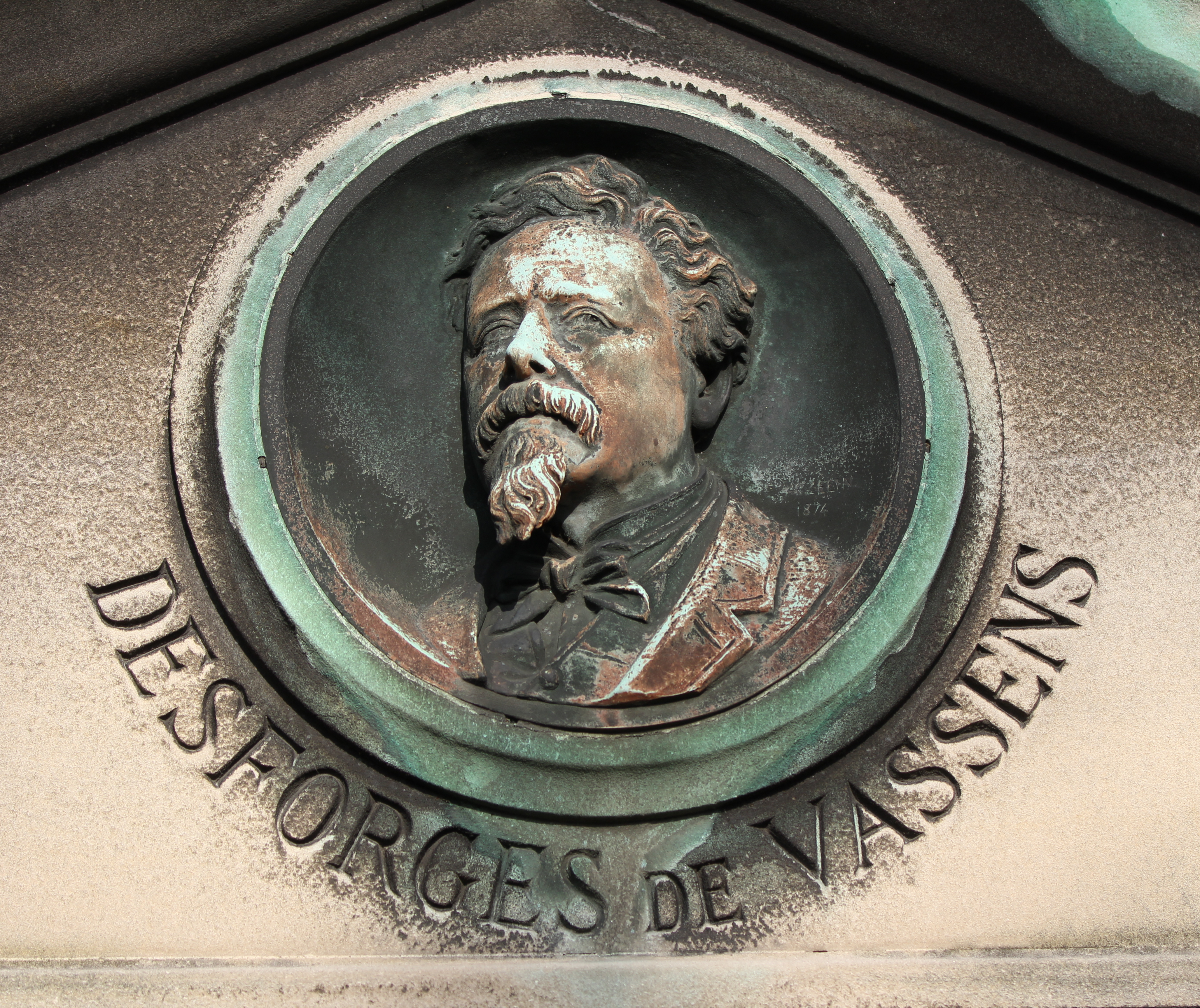
Надгробный барельеф на кладбище Пер-Лашез